# 36
:Ez a szócikk a 36. évről szól. Ha a 36-os számra vagy kíváncsi, lásd a 36 (szám) nevű lapot. Ha a filmre vagy kíváncsi, lásd a 36 – Harminchat nevű lapot.
Évszázadok: i. e. 1. század – 1. század – 2. század
Évtizedek: i. e. 10-es évek – i. e. 1-es évek – 1-es évek – 10-es évek – 20-as évek – 30-as évek – 40-es évek – 50-es évek – 60-as évek – 70-es évek – 80-as évek
Évek: 31 – 32 – 33 – 34 –  35 – 36 – 37 – 38 – 39 – 40 – 41

## Események

### Római Birodalom
- Sextus Papinius Alleniust (helyettese júliustól Caius Vettius Rufus) és Quintus Plautiust (helyettese Marcus Porcius Cato) választják consulnak.
- Rómában folytatódnak az önkényes politikai perek. A nevesebb áldozatok közé tartozik V. Tigranész, Örményország volt királya és Caius Sulpicius Galba, volt consul. Vibullius Agrippa lovag a vádak elhangzása után a bíróság előtt lesz méreggel öngyilkos.
- Cappadociában fellázadnak a cieták. Marcus Trebellius, Lucius Vitellius syriai helytartó legatusa leveri a felkelést.
- Pontius Pilatus júdeai helytartó lemészároltat egy csapat szamaritánust a Garizim-hegy közelében. Bepanaszolják Lucius Vitelliusnál, aki elmozdítja Pilatust és Rómába küldi, hogy a császár döntsön róla. Júdea kormányázást egy bizonyos Marcellus veszi át.
- Heródes Antipász zsidó tetrarkhész elválik feleségétől, Phasaelistől, hogy elvehesse Heródiást. Phasaelis apjához, IV. Aretasz nabateus királyhoz menekül, aki sereggel vonul Heródes ellen és súlyos vereséget mér rá. Heródes Lucius Vitellius segítségét kéri, aki két légióval dél felé indul, de a következő évben Tiberius császár halála miatt a hadjáratot leállítja.
- Nagy tűzvész Rómában, leég az Aventinus-domb és a Circus Maximus felé eső része. Tiberius császár százmillió sestertiust adományoz a károsultak megsegítésére.

### Kína
- Kuang Vu császár hadserege körbeveszi az utolsó szeparatista hadúr, Kung-szun Su fővárosát, a szecsuani Csengtut. A védők kitörnek és a csatában Kung-szun elesik.  A császár ezzel egész Kínát uralma alá hajtja.

## Halálozások
- Thraszüllosz, görög grammatikus és asztrológus
- Kung-szun Su, kínai hadúr